# Miloš Urban
Miloš Urban (* 4. října 1967 Sokolov, vlastním jménem (do osmi let věku) Miloš Svačina) je český spisovatel, překladatel a redaktor.

## Život
Pochází z dvojčat.
Vystudoval moderní filologii na katedrách anglistiky a nordistiky na Filozofické fakultě UK v Praze (1986–1992), v letech 1992–2000 pracoval jako redaktor v nakladatelství Mladá fronta, od roku 2001 v nakladatelství Argo.
Vydal 13 románů, několik novel a sbírku povídek; jeho knihy byly přeloženy do němčiny, španělštiny, nizozemštiny, maďarštiny, ruštiny a italštiny. Napsal také divadelní hry (Trochu lásky a Nože a růže) a několik povídek otištěných v různých časopisech (např. Host) a v povídkových knihách nakladatelství Listen.

## Dílo

### Vlastní tvorba
- Poslední tečka za Rukopisy (pod pseudonymem Josef Urban) – Argo, 1998 (2. vydání v roce 2005 již pod skutečným jménem, nové vydání 2016), ISBN 80-7203-662-9 – román, který hlavní postava a vypravěč literární historik Josef Urban prezentuje jako literaturu faktu. Postupně odhaluje záhadu Rukopisů a zjišťuje, že otázka jejich platnosti má zcela jinou odpověď, než jakou jsme dodnes považovali za správnou. Časopis A2 zařadil tuto knihu v roce 2020 do českého literárního kánonu po roce 1989, tedy do výběru nejdůležitějších českých knih v období třiceti let od sametové revoluce.[3]
- Sedmikostelí – Argo, 1998, ISBN 80-7203-220-8
- Hastrman – Argo, 2001, ISBN 80-7203-347-6 (cena Litera za nejlepší knihu roku v kategorii próza)
- Paměti poslance parlamentu – Argo, 2002, ISBN 80-7203-405-7
- Stín katedrály – Argo, 2003, ISBN 80-7203-508-8
- Michaela (pod pseudonymem Max Unterwasser) – Argo, 2004, ISBN 80-7203-569-X; druhé vydání pod vlastním jménem – Argo, 2008 ISBN 978-80-7203-980-7, další vydání 2016
- Santiniho jazyk – Argo, 2005, ISBN 80-7203-718-8
- Nože a růže aneb topless party – Větrné mlýny, 2005 – divadelní hra
- Pole a palisáda – Argo, 2006, ISBN 80-7203-783-8
- Mrtvý holky – Argo, 2007, ISBN 978-80-7203-870-1 – soubor deseti povídek (viz podkapitola Povídková tvorba)
- Lord Mord – Argo, 2008, ISBN 978-80-257-0087-7
- Boletus arcanus – Argo, 2011, ISBN 978-80-257-0418-9
- Praga Piccola – Argo, 2012, ISBN 978-80-257-0737-1
- Přišla z moře – Argo, 2014, ISBN 978-80-257-0895-8
- Urbo Kune – Argo, 2015, ISBN 978-80-257-1571-0
- Závěrka – Argo, 2017, ISBN 978-80-257-2059-2
- Kar – Argo, 2019, ISBN 978-80-2572-768-3
- Továrna na maso – Argo, 2022, ISBN 978-80-257-3794-1
- Dr. Alz – Argo, 2024, ISBN 978-80-257-4493-2

#### Povídková tvorba
V rozmezí let 2002 až 2006 napsal 10 povídek. Polovina z nich byla publikována v knihách z edice Česká povídka nakladatelství Listen. Běloruska, ve které vystupují i postavy z Urbanových románů Stín katedrály a Santiniho jazyk, vyšla ve výboru Schůzky s tajemstvím (2003), povídka Pražské Jezulátko, která byla napsána anglicky a do češtiny ji převedla Lenka Urbanová, vyšla v knize Panna nebo netvor (2004), Rozhovor se ženou středního věku v Možná mi porozumíš (2004), Smrtečka v Už tě nemiluju (2005) a Štědrá noc baronky z Erbannu (Variace pro temnou strunu) ve knize Zabij mě líp (2005). Povídka Občina vyšla v 8. čísle časopisu Host v roce 2002, povídka Faun 24. května 2002 v Magazínu Hospodářských novin a o dva roky později také knižně v Antologii nové české literatury 1995-2004 (eds.: Radim Kopáč a Karolína Jirkalová, Fra, 2004). Rozhlasová stanice Český rozhlas Plzeň a Český rozhlas 3 - Vltava vysílala povídku Vlasy. Jmenovaných osm povídek bylo doplněno dalšími dvěma (Žádný něžnosti a To strašný kouzlo podzimu) a po autorských úpravách dohromady vydáno v souboru Mrtvý holky (Argo, 2007), který vyšel ve třech různých podobách (neilustrované a ilustrované vydání a 100 kusů speciálních bibliofilských výtisků).
O Vánocích 2009 vyšla v Magazínu Hospodářských novin jeho nová povídka Proces jedné proměny, která je mj. inspirována díly Franze Kafky Proces a Proměna či plagiátorskou aférou kolem Milana Kindla. V Revue Labyrint 27–28/2010 vyšla povídka Ve hře. V roce 2012 vyšla jako elektronická kniha povídka Host u tabule, která byla poté zfilmována v rámci seriálu Škoda lásky. Je zastoupen také ve sbírce povídek Praha noir (2016). V roce 2020 napsal a pro Český rozhlas namluvil krátkou povídku Vězni v čase. V roce 2022 vyšla na webu Českého rozhlasu namluvená povídka Pod přilbou.

### Překlady z angličtiny
- Julian Barnes – Flaubertův papoušek (1996, Cena Mladé fronty)
- Graham Masterton – Sběratel srdcí (1997, s Martinem Urbanem)
- Rose Tremaineová – Navrácená milost (1997, tvůrčí prémie Obce překladatelů spolu s manželkou Lenkou Urbanovou)
- Isaac Bashevis Singer – Korunka z peří (1998, s Antonínem Přidalem, Lucií Luckou a dalšími)
- Chaim Potok – Na počátku (2001)
- Philip K. Dick – Mamlas z maloměsta (2018)

### Překlady děl Miloše Urbana
Román Sedmikostelí vyšel v německém (2 vydání), nizozemském, maďarském, ruském, slovinském, bulharském, korejském, ukrajinském a španělském překladu, maďarsky vyšly též romány Hastrman a Stín katedrály. Lord Mord vyšel anglicky v Londýně. Povídka Faun byla přeložena do nizozemštiny, povídka Občina do ruštiny.

### Zfilmovaná díla
Režisér Jiří Strach pro televizi zfilmoval Santiniho jazyk a plánuje natočit Sedmikostelí. Ondřej Havelka natočil Hastrmana, uvedeného do kin v dubnu 2018. V rámci seriálu Škoda lásky byla natočena povídka Host u tabule.

### Rozhlasová zpracování
Český rozhlas zpracoval ve formě četby například romány Sedmikostelí, Boletus arcanus a Santiniho jazyk. Povídku To strašný kouzlo podzimu ze sbírky Mrtvý holky zdramatizoval Vít Vencl a pro rozhlas zrežírovala Natália Deáková. Urban napsal také několik scénářů pro rozhlasový projekt Minutové hry.
Za dramatizace povídky To strašný kouzlo podzimu získal Český rozhlas cenu na mezinárodním festivalu rozhlasové tvorby Grand Prix Nova v Bukurešti. 